# Henrik Beaufort
Henrik Beaufort (eng. Henry Beaufort), född cirka 1374, död 11 april 1447, Johan av Gents och älskarinnan Katherine Swynfords andre son, föddes i Anjou i Frankrike omkring 1374 och utbildades för en karriär inom kyrkan.
Omkring 1390 förklarade kusinen Rikard II av England honom, hans två bröder och en syster legitima. (Det råder viss förvirring på denna punkt, det tycks ha genomförts en liknande procedur 1397, med parlamentet inblandat.) Henrik Beaufort blev biskop av Lincoln 1398. Då hans halvbror avsatte Rikard och tillträdde tronen som Henrik IV av England, blev biskop Beaufort lordkansler 1403, men han övergav den posten följande år då han blev biskop av Winchester.
Mellan 1411 och 1413 var biskop Beaufort i politisk onåd eftersom han tog parti för sin brorson, prinsen av Wales gentemot kungen. Men då Henrik IV dog, blev prinsen kung och farbrodern åter lordkansler. Henrik övergav ånyo den posten då påven Martin V erbjöd honom att bli kardinal, men Henrik V tillät inte detta. Henrik V dog 1422, kort efter att gjort sig till arvtagare till Frankrike genom att gifta sig med den franske kungens dotter och deras unge son blev kung. Biskop Beaufort och de övriga farbröderna blev förmyndare och 1424 blev Beaufort lordkansler än en gång, men fick återigen avsäga sig posten 1426 på grund av dispyter med barnakungens övriga farbröder.
Påven utsåg honom slutligen till kardinal och 1427 påvlig legat över Tyskland, Ungern och Böhmen. 1431 förrättade han kröningen av Henrik VI till fransk kung. Beaufort fortsatte att vara aktiv inom engelsk politik under flera år, och stred mot de andre mäktiga rådgivarna runt kungen och gick aldrig i deras fällor. Han avled 11 april 1447 och begravdes i katedralen i Winchester.